# Xã Westford, Quận Kidder, Bắc Dakota
Xã Westford (tiếng Anh: Westford Township) là một xã thuộc quận Kidder, tiểu bang Bắc Dakota, Hoa Kỳ. Năm 2010, dân số của xã này là 27 người.